# Thrypticus nigricauda
Thrypticus nigricauda är en tvåvingeart som beskrevs av Wood 1913. Thrypticus nigricauda ingår i släktet Thrypticus och familjen styltflugor. Arten är reproducerande i Sverige. Inga underarter finns listade i Catalogue of Life.